# Dasymutilla
A Dasymutilla a rovarok (Insecta) osztályának a hártyásszárnyúak (Hymenoptera) rendjébe, ezen belül a fullánkosdarázs-alkatúak (Apocrita) alrendjébe és a pókhangya-félék (Mutillidae) családjába tartozó nem.

## Tudnivalók
A Dasymutilla-fajok, hangyákra emlékeztető fájdalmas szúrású darázscsoport. A hangyakinézetű nőstények elvesztették szárnyaikat, a hímek azonban továbbra is röpképes maradtak. A lárvák egyéb hártyásszárnyúaknak a külső élősködői. Mielőtt használják fullánkjaikat, a Pogonomyrmex hangyákéhoz hasonló vinnyogó hangokat hallatnak.

## Rendszerezés
A nembe az alábbi 40 faj tartozik (meglehet, hogy a lista hiányos):
- Dasymutilla alesia
- Dasymutilla archboldi
- Dasymutilla arenivaga
- Dasymutilla asopus
- Dasymutilla aureola
- Dasymutilla bioculata
- Dasymutilla californica
- Dasymutilla calorata
- Dasymutilla chattahoochei
- Dasymutilla chiron
- Dasymutilla chisos
- Dasymutilla coccineohirta
- Dasymutilla creon
- Dasymutilla creusa
- Dasymutilla dilucida
- Dasymutilla foxi
- Dasymutilla gibbosa
- Dasymutilla gloriosa
- Dasymutilla gorgon
- Dasymutilla heliophila
- Dasymutilla klugii
- Dasymutilla lepeletierii
- Dasymutilla magnifica
- Dasymutilla meracula
- Dasymutilla monticola
- Dasymutilla mutata
- Dasymutilla nigricauda
- Dasymutilla nigripes
- Dasymutilla nitidula
- Dasymutilla nocturna
- Dasymutilla nogalensis
- Dasymutilla occidentalis (Linnaeus, 1758)
- Dasymutilla pyrrhus
- Dasymutilla sackenii
- Dasymutilla scaevola
- Dasymutilla sicheliana
- Dasymutilla thetis
- Dasymutilla vesta
- Dasymutilla vestita
- Dasymutilla quadriguttata

### Fordítás
- Ez a szócikk részben vagy egészben  a   Dasymutilla című angol Wikipédia-szócikk ezen változatának fordításán alapul.  Az eredeti cikk szerkesztőit annak laptörténete sorolja fel. Ez a jelzés csupán a megfogalmazás eredetét és a szerzői jogokat jelzi, nem szolgál a cikkben szereplő információk forrásmegjelöléseként.